# Wendell Phillips
Wendell Phillips (Boston, 29 de novembre de 1811 - 2 de febrer de 1884) fou un advocat estatunidenc que va defensar la causa de l'abolicionisme i els indígenes nord-americans. Fou membre de la Societat Antiesclavista Estatunidenca, de la qual va ser el president des del 1865 i de la qual va ser considerat el millor orador.

## Biografia

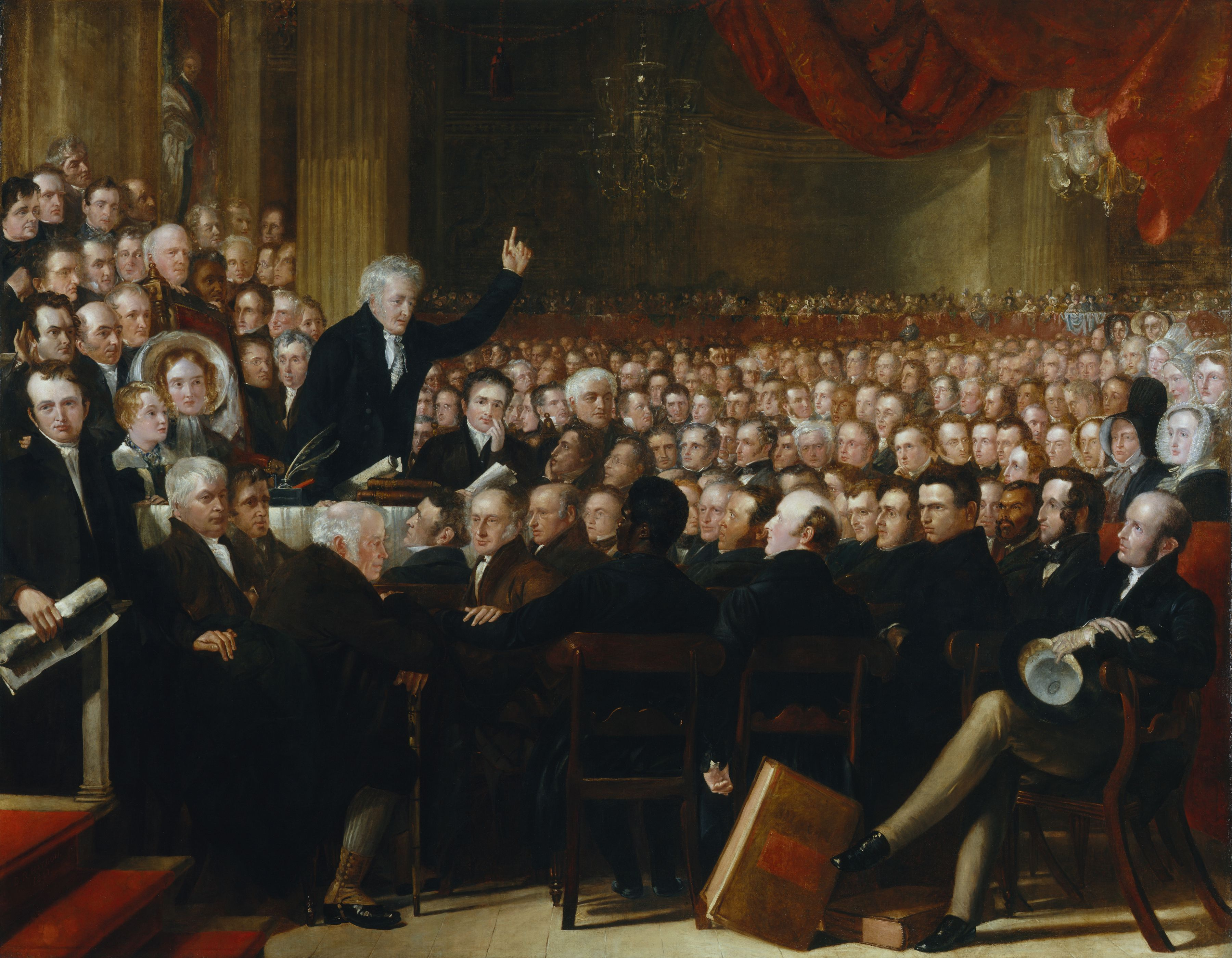
Convenció de la Societat Antiesclavista, el 1840

Wendell Phillips va néixer a Boston el 29 de novembre del 1811. La seva família tenia una molt bona posició econòmica i el seu pare, John Phillips havia fet una important carrera política que l'havia portat a ser el primer alcalde de Boston. Wendell va poder estudiar a la Boston Latin School i a la Universitat Harvard, en la qual es va graduar en Dret el 1833. El seu professor d'oratòria fou Edward T. Channing, que li va inculcar la preferència per un estil senzill, enfront del florit llenguatge d'oradors com ara Daniel Webster. Va començar a exercir com a advocat el 1834.
El 21 d'octubre del 1835, Phillips va presenciar un intent de linxament de George Thompson, que havia d'impartir una conferència abolicionista organitzada per la Boston Female Society. El 1836, atret per la causa antiesclavista per William Lloyd Garrison, va ingressar a la Societat Antiesclavista Estatunidenca, tot i l'oposició de la seva família, que fins i tot intentà fer-lo ingressar en un sanatori mental. Va contribuir al diari Liberator, dirigit per Garrison i, com a orador, se'l va considerar el més popular de la Societat. El 1839 va deixar d'exercir perquè es negava a prestar jurament sobre la Constitució dels Estats Units, ja que, segons el seu parer, tolerava l'esclavitud.
Durant la Guerra Civil dels Estats Units, Phillips va criticar Abraham Lincoln per la seva manca de compromís amb l'abolició de l'esclavitud (el polític defensava dur-la a terme de manera gradual), raó per la qual es va enfrontar també a Garrison, que donava suport a la reelecció del president. El 1865 va passar a presidir la Societat Antiesclavista, quan Garrison la va abandonar.
Després de l'aprovació de la Quinzena Esmena a la Constitució dels Estats Units el 1870, Phillips es dedicà a altres reivindicacions socials, com ara el dret al sufragi femení, el sufragi universal, els moviments obrers o els drets dels pobles indígenes dels Estats Units.

### Drets dels Indígenes americans
Phillips també fou un activista a favor dels drets dels indígenes americans: argumentava que la 14a esmena també garantia la ciutadania dels indis. Proposà que l'administració d'Andrew Johnson creés un gabinet que garantís els drets dels indígenes. Phillips va ajudar a crear la Massachusetts Indian Commision, juntament amb altres activistes dels drets dels indígenes com ara Helen Hunt Jackson i el governador de Massachusetts, William Claflin.
A pesar de la seva publicitat crítica envers el president Ulysses S. Grant, va col·laborar amb la segona administració de Grant per a treballar pels drets dels indis. Phillips es posicionà en contra de la solució militar en els assentaments dels nadius americans a la frontera occidental. Va acusar el General Philip Sheridan de seguir una política orientada a l'exterminació dels indis.
L'opinió pública es va girar en contra dels defensors dels nadius americans després de la batalla de Little Bighorn, el juliol de 1876, però Phillips va continuar donant suport a les demandes de terra dels lakota (sioux). Durant la dècada del 1870 Phillips va organitzar fòrums públics per al reformador Alfred B. Meacham i els indis afectats per la política de Deportació dels indis dels Estats Units, en què van participar persones com el cap ponca, Standing Bear i l'escriptora i oradora d'omaha Susette LaFlesche Tibbles.

## Reconeixements
El 1904 es va posar el seu nom a la Wendell Phillips Hight School de Chicago.
El juliol del 1915 es va aixecar un monument que el commemorava al Boston Public Garden.
La comunitat Phillips Neighborhood of Minneapolis fou anomenada així en el seu honor.
El Premi Wendell Phillips es va establir el 1896 i es dona anualment a la Universitat Tufts.
A la Universitat Harvard es dona el premi Wendell Phillips al millor orador.

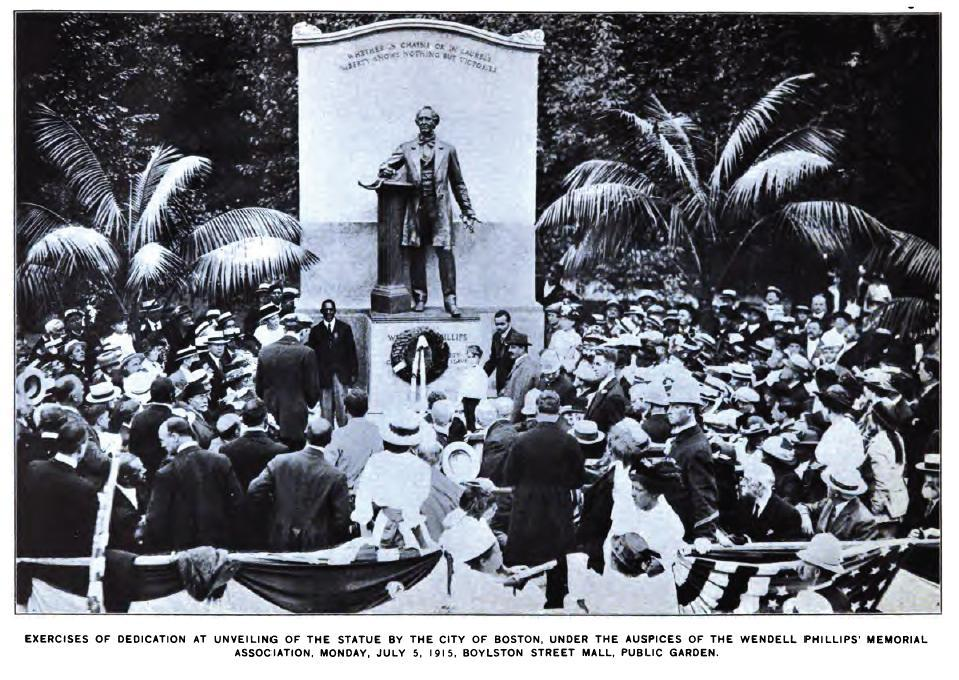
Cerimònia de dedicació, el 5 de juliol del 1915